# Hiéroglyphe égyptien M43A
La section de vigne en treille, en hiéroglyphes égyptiens, est classifiée dans la  section M « Arbres et plantes » de la liste de Gardiner ; cet hiéroglyphe y est noté M43A.

## Représentation
Il représente une section de plant de vigne (Vitis vinifera) supporté par un hautain de deux fourche de support entre lesquelles pend trois grappe stylisé. Gardiner ne lui donne pas implicitement de code, il est simplement présenté comme variante de M43.

## Utilisation
| M43 |

| M43 |